# ت ع م−02:30

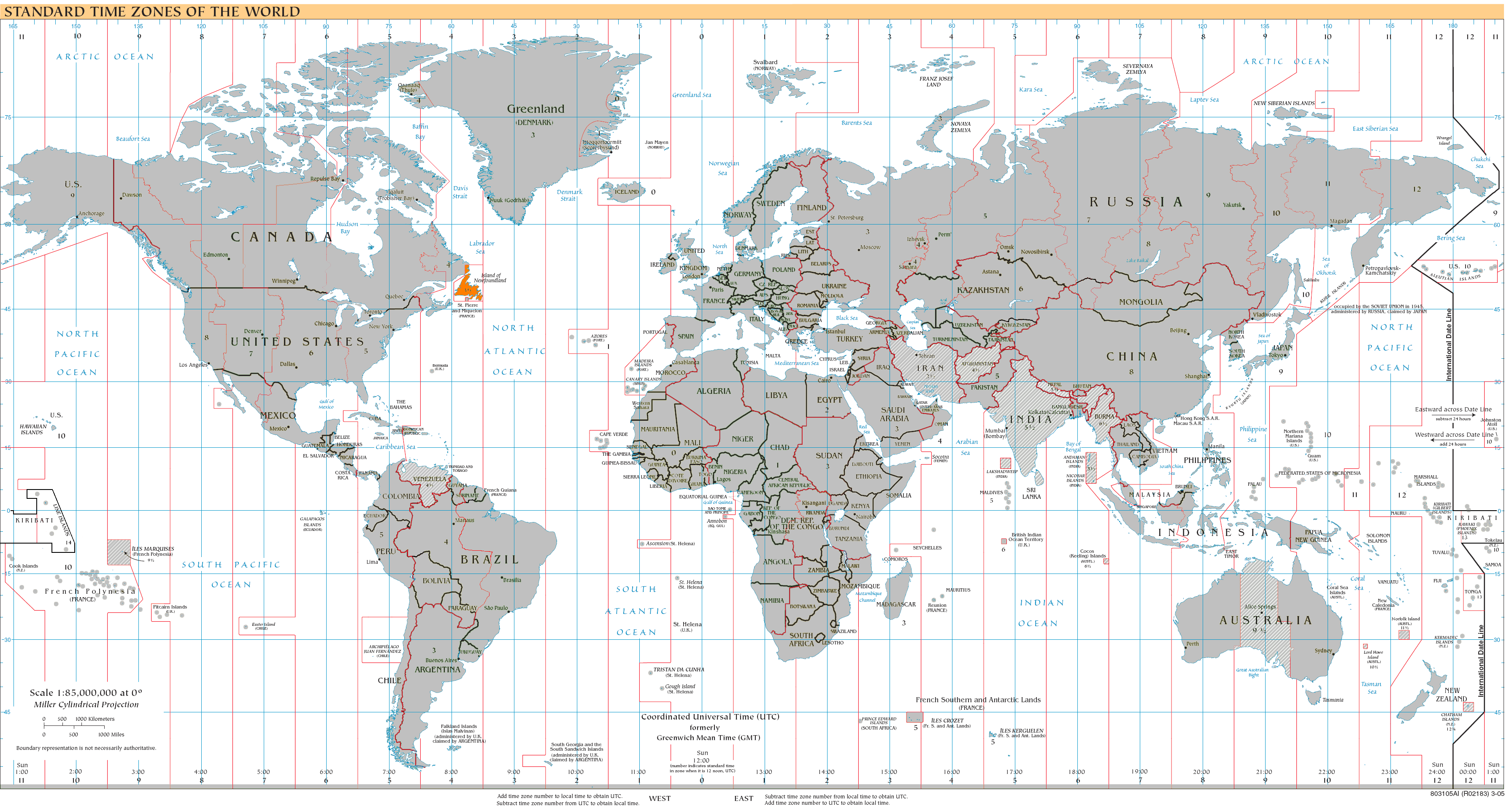
UTC−02:30:الأزرق (ديسمبر)، البرتقال (يونيو)، الأصفر (على مدار السنة)، الضوء الأزرق - المناطق البحرية

التوقيت العالمي المنسق −02:30 أو ت ع م−02:30 {بالإنجليزية:UTC−02:30} هو مقابلة الوقت المحلي للتوقيت العالمي المنسق −02:30، يتم استخدام هذا التوقيت في :

## أمريكا الشمالية
- كندا - توقيت نيوفوندلاند
  - لابرادور (جنوب شرق)،
  - نيوفاوندلاند